# Gyoma (stacja kolejowa)
Gyoma (węg. Gyoma vasútállomás) – stacja kolejowa w Gyomaendrőd, w komitacie Békés, na Węgrzech. 
Stacja znajduje się na ważnej linii 120 Budapest – Újszász – Szolnok – Lőkösháza i obsługuje pociągi wszystkich kategorii. 

## Linie kolejowe
- Linia 120 Budapest – Újszász – Szolnok – Lőkösháza
- Linia 127 Gyoma - Vésztő - Körösnagyharsány